# Historia de Canarias

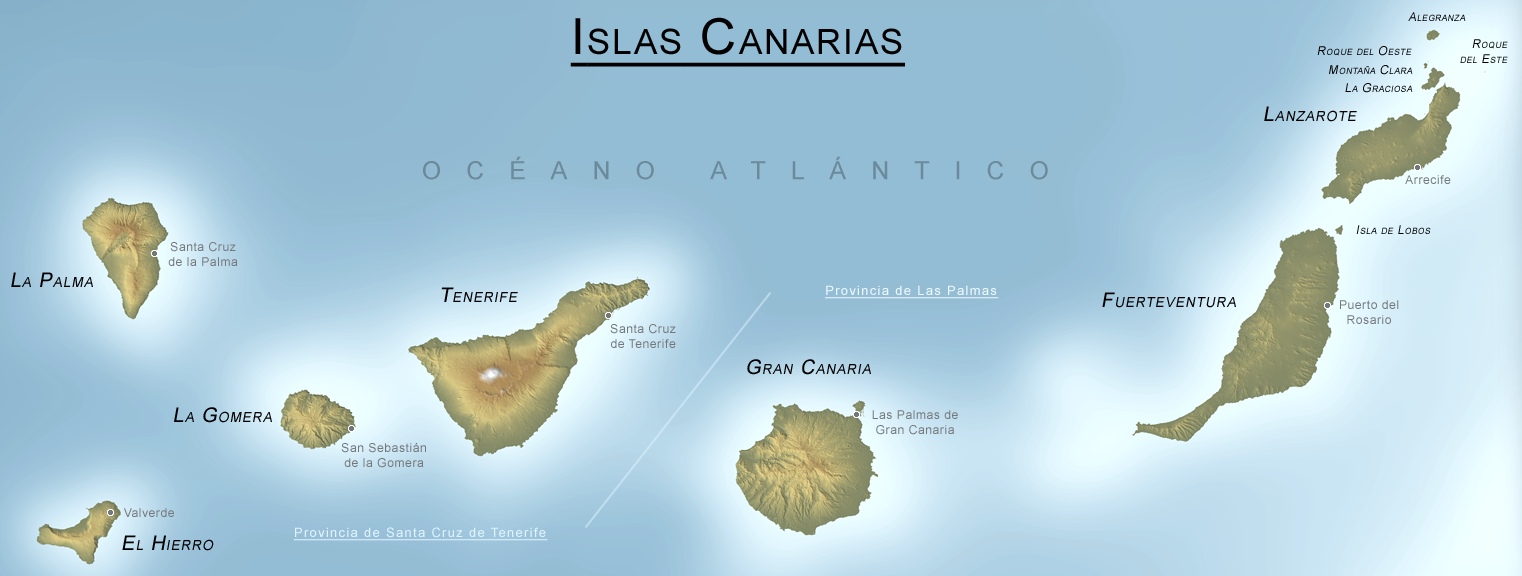
Mapa de las Islas Canarias.

Las Islas Canarias son un archipiélago del océano Atlántico, situado al oeste del Sáhara Occidental. Las islas son conocidas de la antigüedad, época en la que estaban habitadas por los aborígenes canarios. A partir del siglo XV, los europeos se vuelven a interesar en el archipiélago, cuya invasión comenzó en 1402 (con la expedición de los normandos Jean de Bethencourt y Gadifer de la Salle). Una segunda etapa de la invasión, la invasión de realengo, fue iniciada por la Corona de Castilla en 1477. Después de la invasión española, el mestizaje humano y cultural dio lugar a la sociedad canaria moderna. Los comienzos del siglo XVIII se caracterizan por una serie de ataques de piratas, que no llegaron a invadir ninguna isla. Tras estar dirigidas por la Dictadura Franquista entre 1939 y 1975, Canarias, al igual que el resto de España, entra en el periodo de transición democrática. Actualmente son una comunidad autónoma de España, dividida en las provincias de Las Palmas y Santa Cruz de Tenerife.

## Periodo prehispánico

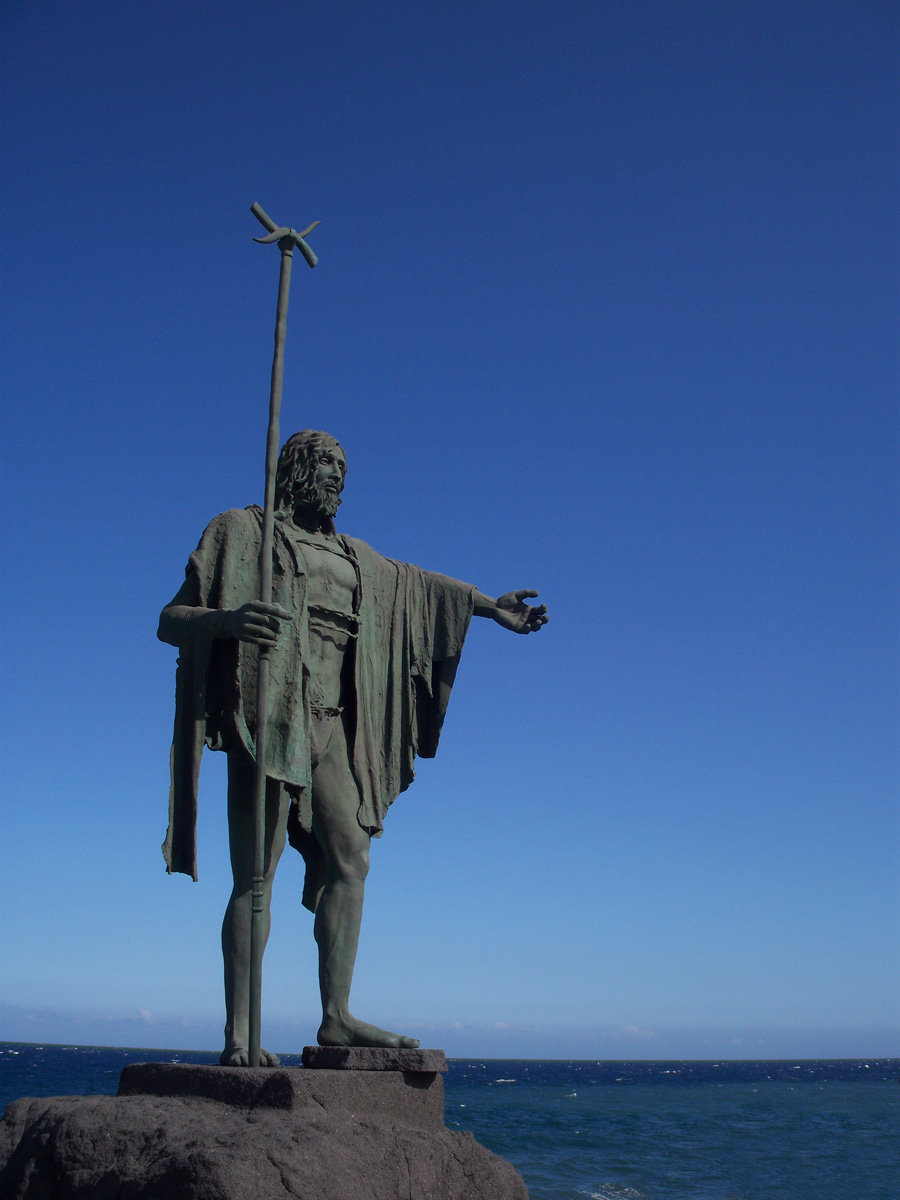
Estatua que representa a Beneharo, mencey de Anaga en la plaza de la Patrona de Canarias, Tenerife.

Las Islas Canarias estaban habitadas desde el siglo X a. C. Las distintas poblaciones popularmente se han venido conociendo como guanches, aunque en realidad, cada isla tiene una denominación: canarios (habitantes de Gran Canaria), majos (Lanzarote y Fuerteventura), benahorita (La Palma), bimbaches (El Hierro), gomeros (La Gomera) y guanches (Tenerife).
Los antiguos habitantes de Canarias eran un pueblo entroncado con los antiguos bereberes del norte de África. Hasta mediados del siglo XX, algunos investigadores defendieron una teoría que vincula a las poblaciones bereberes con los romanos; sin embargo, esta teoría es rechazada actualmente por historiadores y antropólogos. En cuanto al poblamiento de las islas, hay dos hipótesis enfrentadas, una que defiende que estas poblaciones fueron traídas por los fenicios y otra que indica que existieron sucesivas oleadas producidas primero por la desertización progresiva del desierto del Sáhara y después con un segundo evento migratorio provocado por la presión del Imperio romano sobre el norte de África. Tanto el tipo humano como las raíces lingüísticas apuntan a una casi segura procedencia bereber. En todas las Canarias existen topónimos de clara ascendencia bereber o amazig (Tegueste, Tinajo, Tamaraceite o Teseguite).
Las principales actividades económicas de estas poblaciones eran el pastoreo, la agricultura, la recolección de frutos y bayas y el marisqueo en las costas.

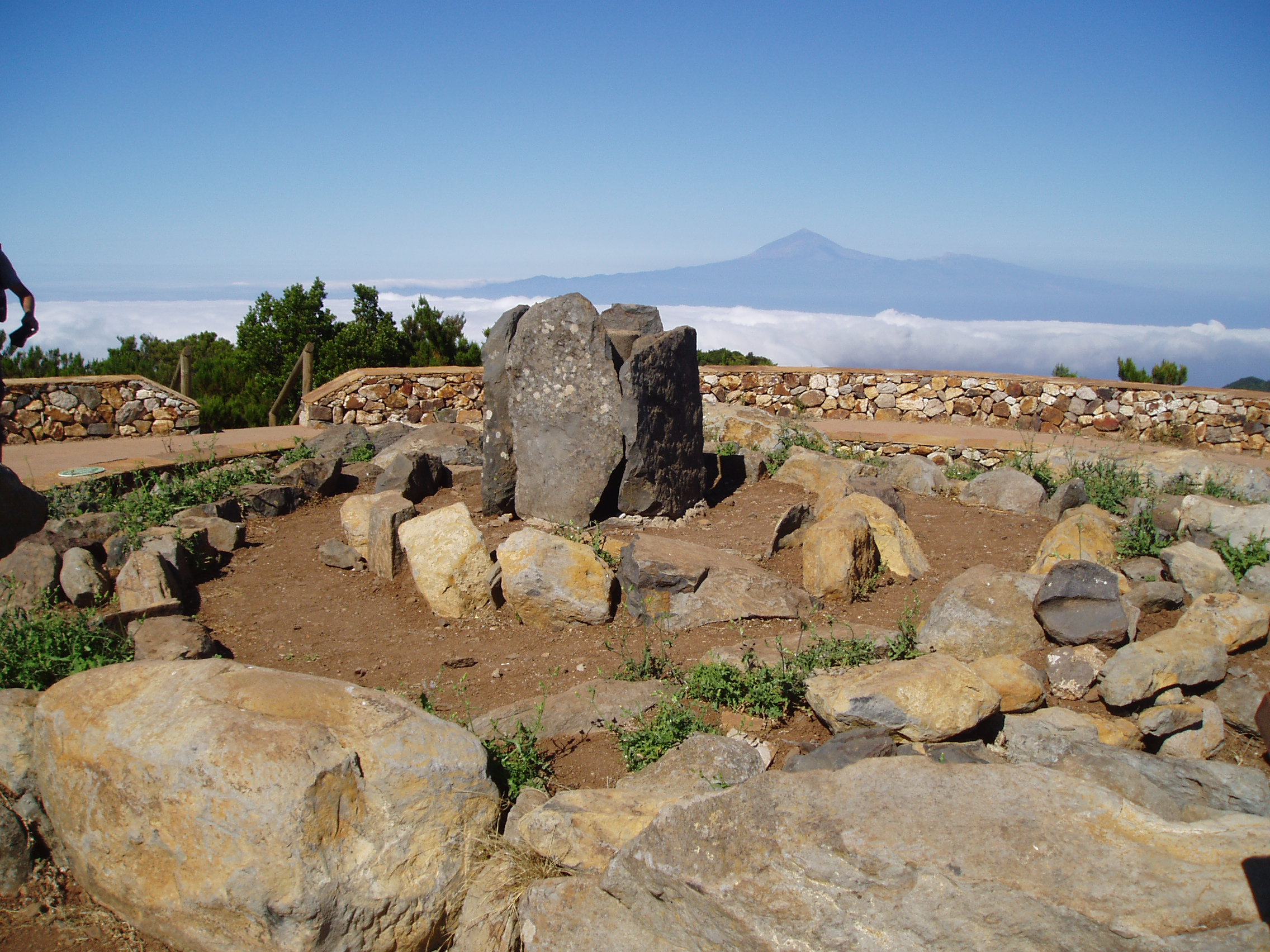
Réplica de un tagoror aborigen en el Parque Nacional de Garajonay, La Gomera.
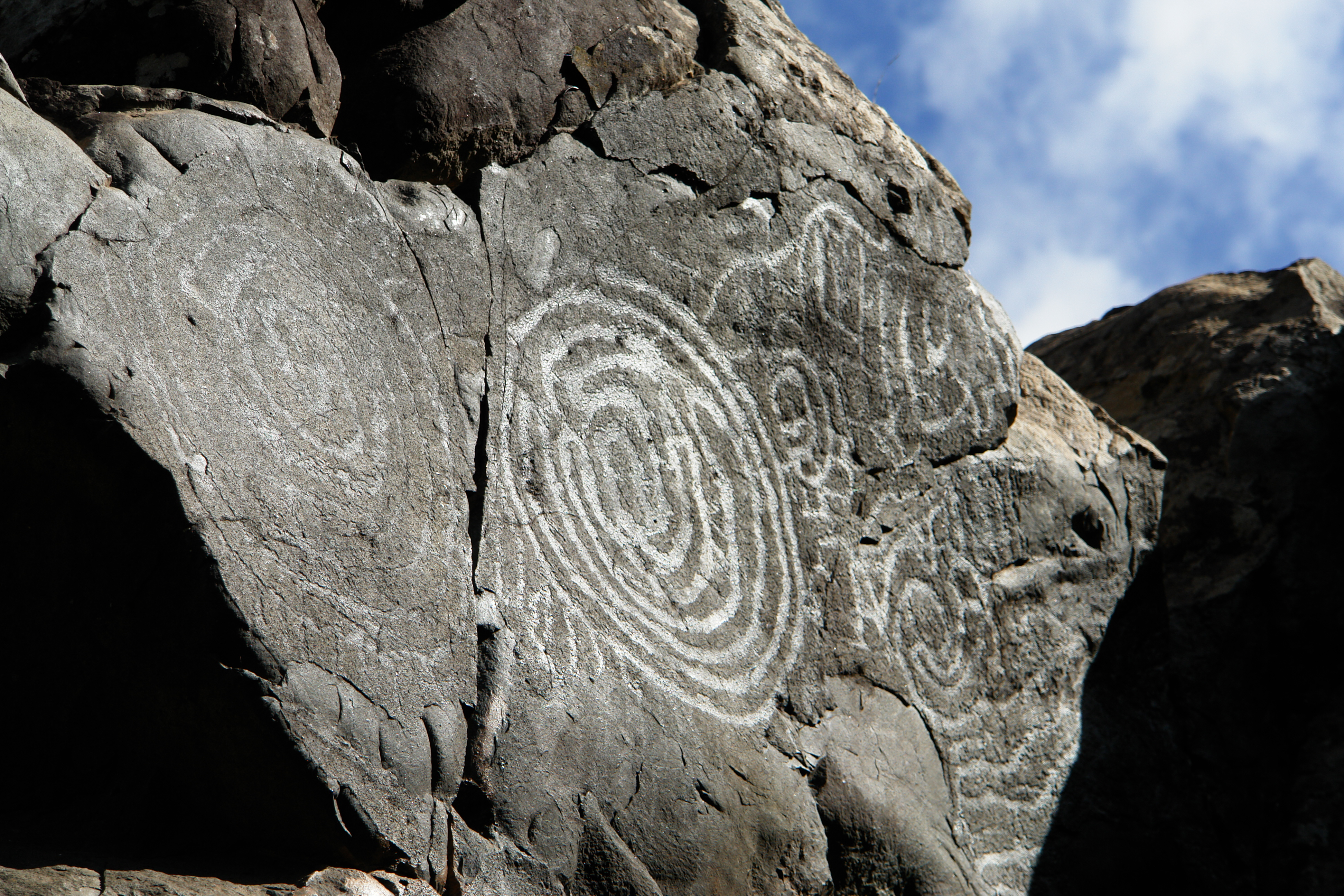
Petroglifo aborigen en la isla de La Palma.
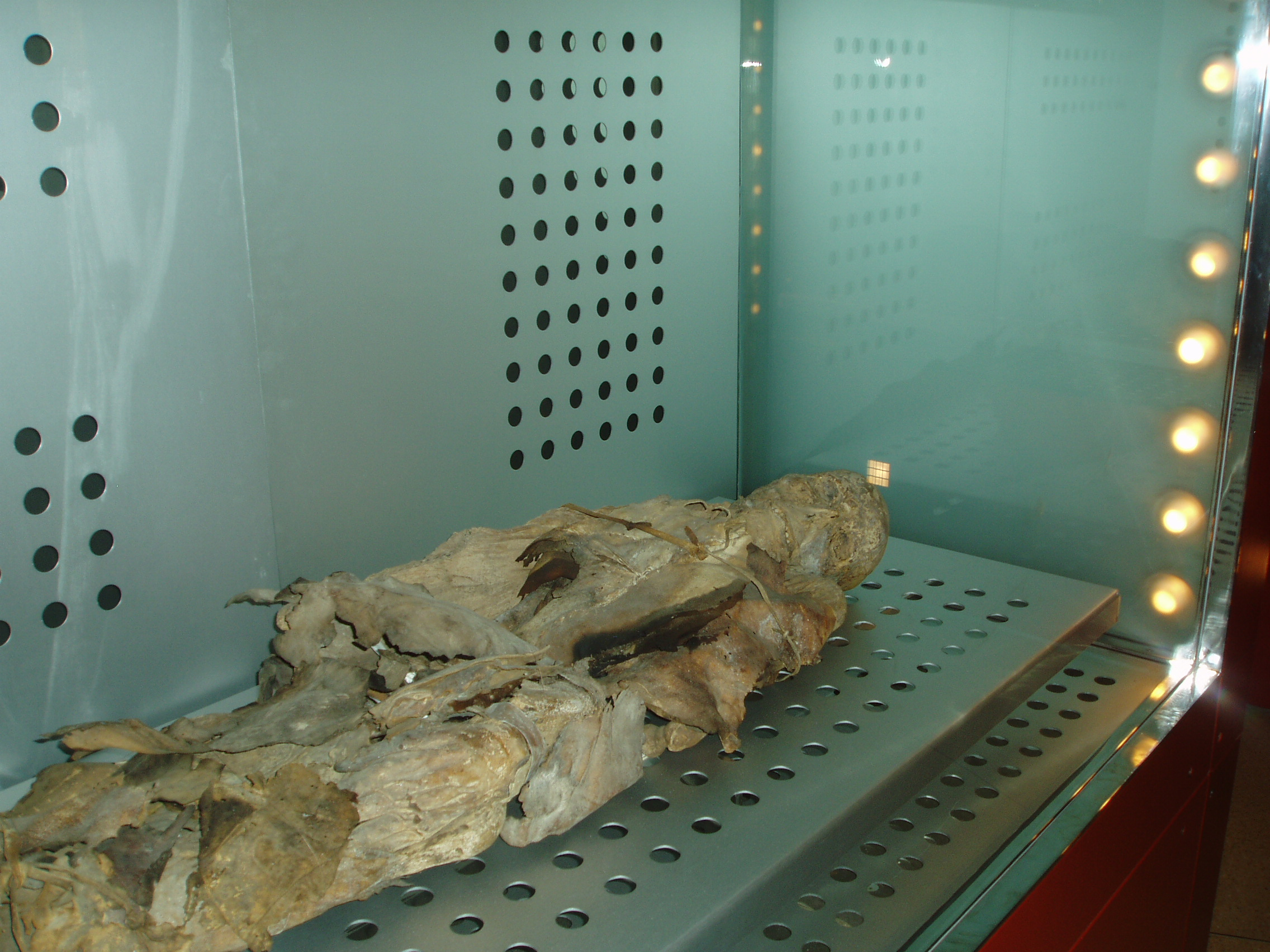
Momia de San Andrés en el Museo de la Naturaleza y el Hombre (Tenerife).
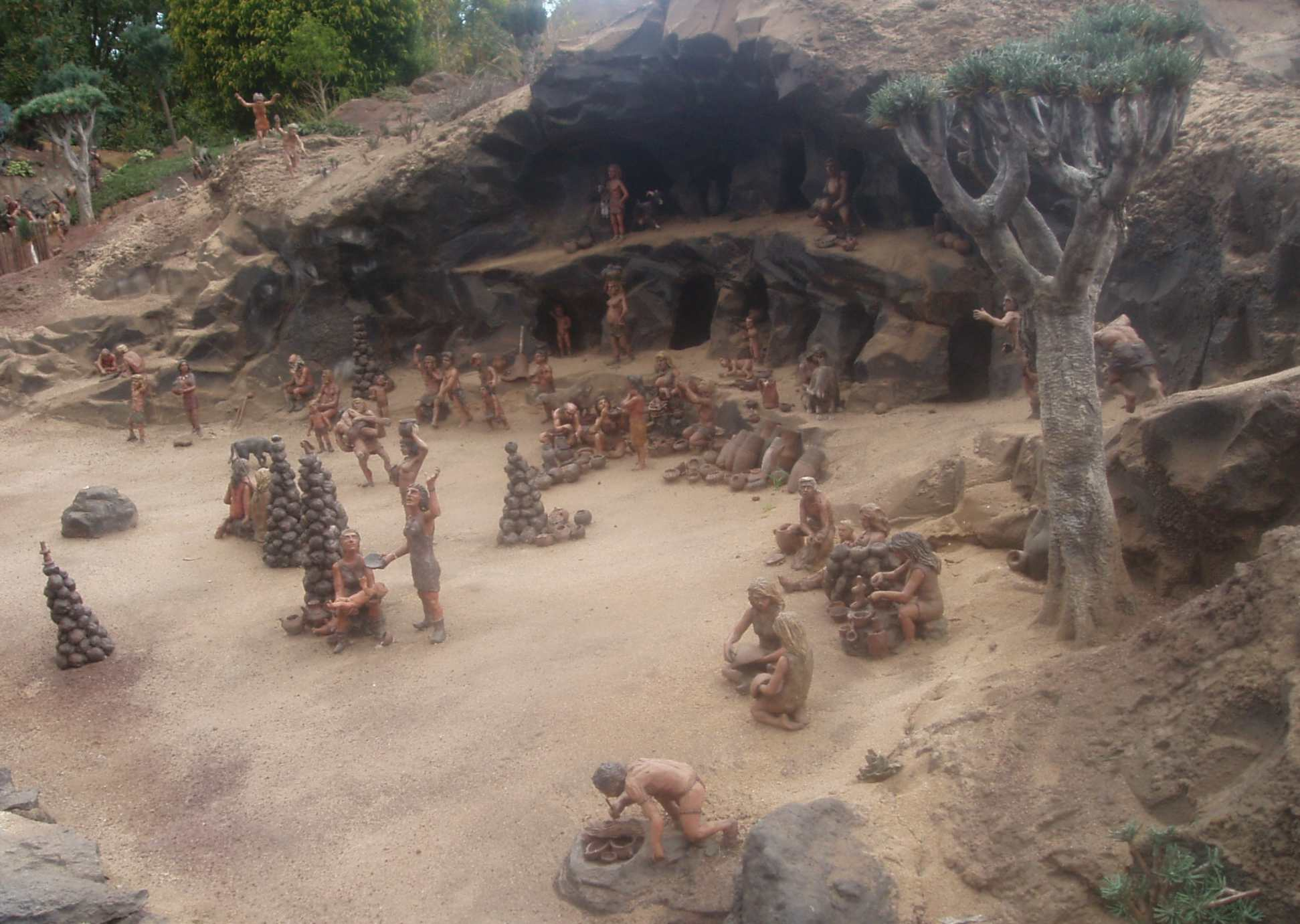
Modelo de poblado de la sociedad Guanche.
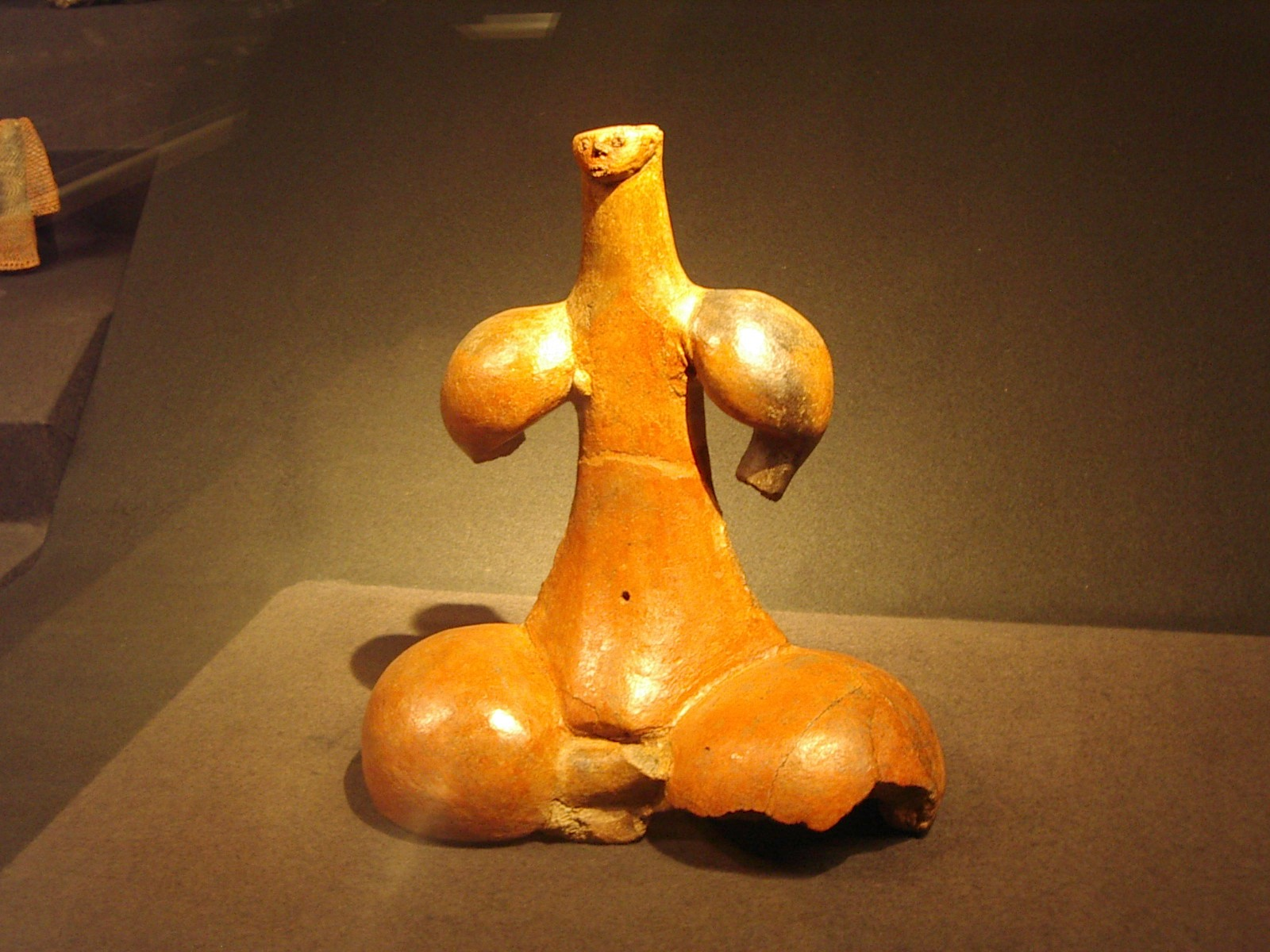
Ídolo de Tara, en el Museo Canario de Las Palmas de Gran Canaria.

### Conocimiento de Canarias por parte de los europeos
Es difícil separar los relatos de los mitos oceánicos de la antigüedad y las referencias directas a las Islas. En la Antigüedad Clásica el Atlántico era el límite del mundo conocido y los relatos míticos sobre los Campos Elíseos o el jardín de las Hespérides se mezclan con los conocimientos geográficos de la época. Las citas más antiguas son dudosas y probablemente hacían referencia a distintos puntos del Mediterráneo occidental y de la costa atlántica norteafricana. En los textos romanos de Plinio el Viejo, las islas Canarias aparecen ya citadas y descritas.
Posiblemente, las islas fueron descubiertas por primera vez por el explorador cartaginés Hannón el navegante en su “Periplo”, el primer viaje de circunvalación africano, en el año 570 a. C. El primer documento escrito con una referencia directa a Canarias se debe a Plinio el Viejo, que cita el viaje del rey Juba II de Mauritania a las islas en el 40 a. C., y se refiere a ellas por primera vez como islas de los Afortunados (Fortunatae Insulae). En este documento también aparece por primera vez el término Canaria utilizado probablemente para hacer referencia a la isla de Gran Canaria. De acuerdo con Plinio, este nombre le fue dado a la isla en memoria de dos grandes mastines que los enviados de Juba capturaron allí y llevaron posteriormente a Mauritania (el actual Marruecos), y que aparecen representados a ambos lados del actual escudo de Canarias. Esta historia, no obstante, tiene algunos visos de no ser exacta, entre otras cosas porque se sabe que a la llegada de los castellanos y otros navegantes europeos posteriores, las razas de perro nativas del archipiélago eran de pequeño tamaño, al igual que las cabras de los guanches, hoy persisten unos 'perros de presa canario', de gran porte y temida ferocidad. Actualmente, algunas teorías lo relacionan con el etnónimo norteafricano canarii, grupo bereber que se ubicaba en la zona noroccidental africana. De hecho el propio Plinio menciona en otro texto a los canarii, si bien de nuevo vuelve a relacionar este término con los perros. El historiador José Juan Jiménez defiende que el término «Canarii» alude a la existencia de lobos marinos.
Los romanos bautizaron a cada una de las islas como; Ninguaria o Nivaria (Tenerife), Canaria (Gran Canaria), Pluvialia o Invale (Lanzarote), Ombrion (La Palma), Planasia (Fuerteventura), Iunonia o Junonia (El Hierro) y Capraria (La Gomera). En torno al siglo II fundaron el primer y único asentamiento romano conocido en Canarias, el de la isla de Lobos cerca de Fuerteventura. Dicho asentamiento se dedicaba principalmente a la producción de púrpura, muy apreciada y producto de lujo en el imperio romano.
El geógrafo hispanorromano Pomponio Mela las situó por primera vez con exactitud en un mapa, y Plutarco fue informado por el general Sertorio de la existencia de las islas, a las que este último pensó en retirarse desde Hispania por sus problemas políticos.
Tras el derrumbe del imperio romano, en los siguientes mil años, entre los siglos IV y XIV, las islas parecen desaparecer de la historia pues quedaron más aisladas al romperse las rutas comerciales anteriores. El único testimonio documental de esta época, muy dudoso, es el viaje de san Borondón, cuya leyenda se extendió durante siglos por la Europa cristiana. Durante la Edad Media fueron visitadas por los árabes. En el siglo XIV se produce el redescubrimiento de las islas. Se produjeron numerosas visitas de mallorquines, portugueses y genoveses. Lancelloto Malocello se instala en la isla de Lanzarote en 1312. Los mallorquines establecieron una misión en las islas con un obispado, que permaneció desde 1350 hasta 1400, y del cual proceden algunas imágenes y tallas de vírgenes que actualmente son veneradas en las islas y que anteriormente lo fueron por los guanches.

## DelsigloXValsigloXVIII

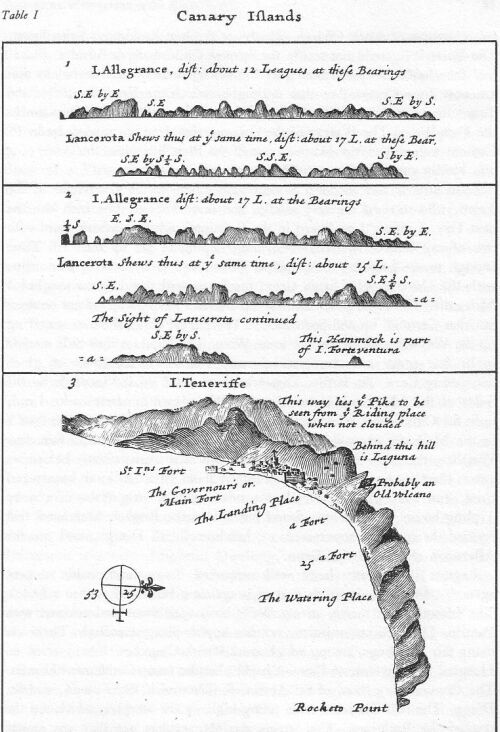
Mapa de las islas de William Dampier, 1699.

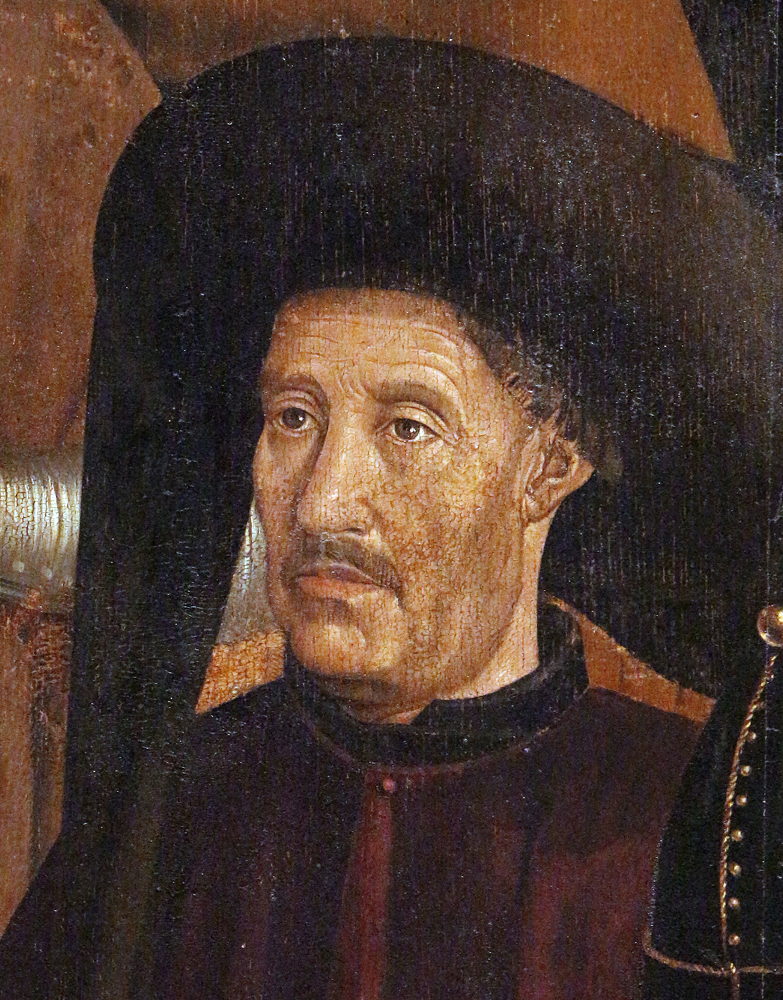
Enrique el Navegante, quien compró el señorío de la isla de Lanzarote, lo que generó una revuelta entre los nativos para expulsar a los portugueses.

Cristóbal Colón hizo escala en la isla de La Gomera justo antes de dirigirse a las Indias Occidentales.

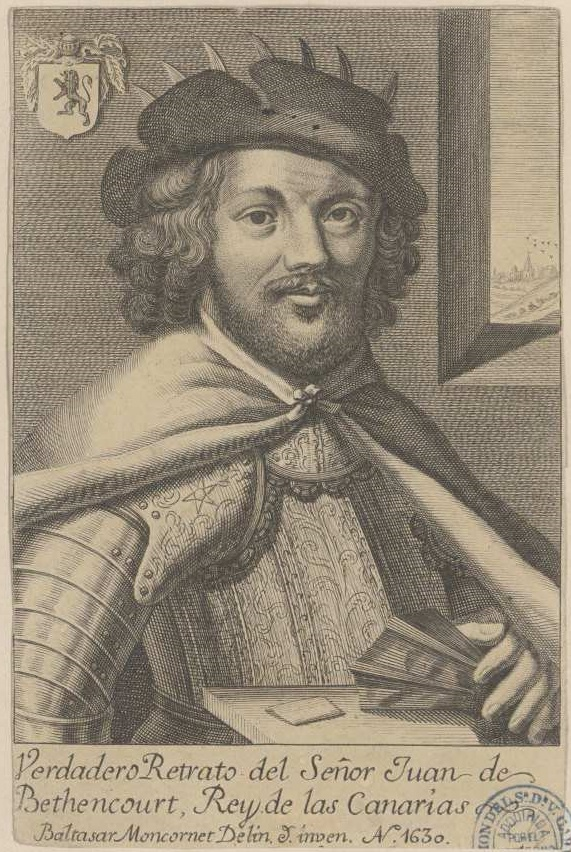
Juan de Bethencourt, noble de origen normando, célebre colonizador de las islas Canarias.

La conquista de Canarias concluyó en 1496. Desde aquel momento, las islas se incorporaron plenamente al área cultural europea. Sus referentes políticos, sociales, económicos y culturales serán desde entonces los de Castilla. Su desarrollo histórico estuvo ligado a los destinos de la Corona Española.

### Crecimiento demográfico
A mediados del siglo XVI, la población del conjunto de las Islas Canarias, no superaba los treinta y cinco mil habitantes. Esta población se concentraba principalmente en las islas de Tenerife y Gran Canaria (aproximadamente las tres cuartas partes de total). 
Tenerife era la isla más poblada con una población entre nueve y diez mil habitantes, de los que unos dos mil quinientos serían descendientes de los antiguos guanches y aborígenes de otras islas, especialmente grancanarios y gomeros, y esclavos africanos, tanto berberiscos como negros, y el resto eran sobre todo portugueses y españoles, y también grupos de genoveses, flamencos, franceses, judíos, etc. A finales de aquel siglo la población ascendía a algo más de veinte mil habitantes.
En Gran Canaria se aprecian dos fases diferenciadas marcadas por un crecimiento inicial y luego por un estancamiento poblacional para la segunda mitad del siglo XVI. A principios de siglo vivían menos de tres mil habitantes en la isla, población que aumentará hasta las ocho mil personas en torno a 1550, este crecimiento debe agradecerse a la inmigración desde la Península (tanto Portugal como España) así como a las importaciones de esclavos desde África y por supuesto al crecimiento natural, todo ello al amparo de la expansión de la economía azucarera. Pero a finales de dicha centuria la población apenas rebasaba aquella cifra y de hecho a principios del XVII incluso cae hasta los seis mil habitantes, siendo superada en este concepto por La Palma. Las causas de este estancamiento y luego retroceso fueron las destructivas invasiones piráticas de los años 90, las epidemias, las malas cosechas y la emigración causada por la crisis económica desencadenada con el fin del ciclo azucarero.
El resto de las islas presentaban los siguientes registros poblacionales a finales del siglo XVI: La Palma, 5.580 habitantes; La Gomera 1.265 habitantes; El Hierro, 1.250; Lanzarote menos de mil y Fuerteventura unos 1900 habitantes.
El siglo XVII fue, a diferencia de lo que ocurría en los territorios peninsulares de la Corona española, un periodo de crecimiento demográfico. Se pasó de algo menos de 41 000 habitantes en 1605 a 105 075 en 1688, concentrando las Canarias occidentales alrededor del 70 por ciento, mientras que en las Canarias orientales vivían en torno a 30 000 habitantes. Tenerife, con algo más de 50 000 habitantes y Gran Canaria, con 22 000 habitantes siguen siendo las islas más pobladas. De las islas menores, La Palma era la única que superaba los 14 000 habitantes. El resto de las islas experimentaron importantes crecimientos, alcanzando cifras en torno a los cuatro mil habitantes para cada una de ellas. 
La causa de este desigual crecimiento se debió al auge económico que conocieron Tenerife y La Palma, gracias al desarrollo de la actividad vitivinícola, objeto de una fuerte exportación. Sin embargo, las Canarias orientales, singularmente Gran Canaria sufrieron los efectos del colapso del ciclo azucarero, los embates de los ataques piráticos, las epidemias y la emigración hacia Tenerife y La Palma. Todo lo cual explica su estancamiento demográfico del que sólo podrá empezar a salir a partir del último tercio del siglo.
El crecimiento demográfico continúa durante el siglo XVIII. Globalmente la población del archipiélago pasa de 105.075 a finales del siglo XVII, a 194.516 en el año 1802. El reparto de la población es desigual; más de dos tercios se concentraban en Tenerife y Gran Canaria, las islas más prósperas, mientras que El Hierro no incrementa la población en todo el periodo. A diferencia de lo ocurrido en los siglos anteriores, el incremento benefició especialmente a las islas orientales, puesto que las occidentales sufrieron los efectos de la crisis del vino, cuyo efecto inmediato fue la intensificación de la emigración hacia América.

### La sociedad

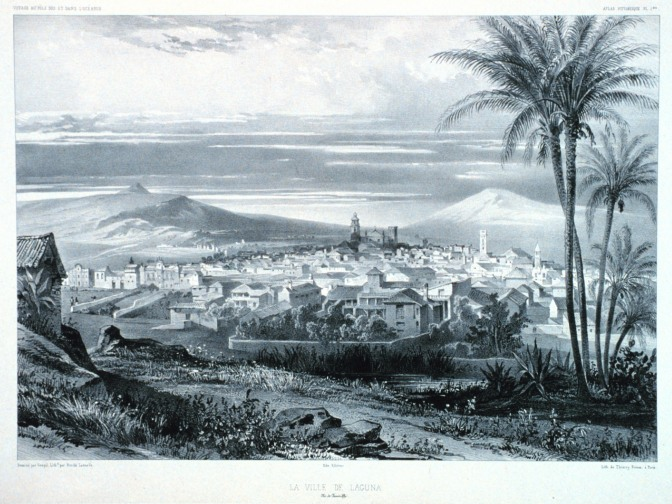
San Cristóbal de La Laguna en 1842.

La sociedad canaria de esta época presentaba las características propias de las sociedades europeas: la mayoría de campesinos, generalmente sin tierras, privilegios para las élites nobiliarias y eclesiásticas, existencia de un numeroso clero regular y la existencia de esclavos.
La nobleza estaba representada por los descendientes de los dirigentes de la conquista. Su poder económico descansaba en la posesión de amplios dominios territoriales y en la exportación de productos como el azúcar durante el siglo XVI y el vino durante el siglo XVII. Los ingresos así obtenidos los destinaban a la adquisición de bienes suntuarios, tierras o a obras pías. Controlaban el poder político y militar y se concentraban en las principales poblaciones de las islas centrales (Las Palmas de Gran Canaria, La Laguna, La Orotava, etc.). Constituyeron un grupo cerrado, fuertemente endogámico, aunque establecieron alianzas familiares con la burguesía, generalmente de origen extranjero, asentada en las islas. 
El clero era abundante. Durante el siglo XVI y XVII se establecieron numerosas órdenes religiosas, gracias al patrocinio de los nobles y de la burguesía comercial. Esta abundancia viene atestiguada por la abundancia de conventos en las principales ciudades y villas de las islas, como fueron los casos de La Laguna, Las Palmas, La Orotava, Telde, Garachico, Santa Cruz de La Palma o Teguise. El clero estaba exento de pagar impuestos y recibía de los campesinos el diezmo. No obstante, de este se beneficiaba el alto clero (obispo, canónigos, deanes), mientras que el bajo clero vivía en las mismas condiciones que la mayoría de la población. Esta población ociosa debía ser sostenida por el resto, por lo que constituía, la mayor parte de las veces, una carga económica, especialmente durante los abundantes periodos de crisis sufridos durante estos siglos.
El Tercer Estado. Estaba integrado por un conjunto heterogéneo de personas diferenciados entre sí por su nivel de ingresos y por la ocupación laboral, pero compartían la obligación de pagar impuestos y quedar excluidos (salvo excepciones) de los oficios de mérito (cargos políticos y administrativos y la dirección de la milicia. Se distinguían los siguientes grupos: 
- La burguesía, integrada mayoritariamente por extranjeros asentados en Canarias y relacionados con la producción y la exportación del azúcar y el vino. Su posición económica y social era elevada y generalmente tenía una estrecha relación económica y familiar con la nobleza dirigente.

- Campesinos. Representaban más del ochenta por ciento de la población. Presentaban diferencias respecto a su relación con la tierra que trabajan (medianeros, jornaleros). Su situación vital se caracterizaba por la incertidumbre ante las malas cosechas, el hambre, las epidemias, etc.

- Artesanos. Su número fue reducido dado el escaso peso de las manufacturas en Canarias y la tendencia a la autosuficiencia de la población. Algunas actividades especializadas, como era la de los toneleros, herreros o carpinteros, etc., eran las más habituales. Solían vivir en los núcleos urbanos.

- Población marginal. Dentro de este grupo se solían integrar profesiones deshonrosas como eran la de verdugos, carniceros y parteras, así como los vagabundos y mendigos, cuyo número aumentaba o disminuía en función de las coyunturas económicas.

- Esclavos. Su importancia fue grande. Se destinaban a las actividades agrícolas o al servicio doméstico. Su procedencia era África ( negros). Su origen se debe a las expediciones (cabalgadas) emprendidas desde estas islas para capturar esclavos en la vecina costa africana. Los esclavos negros eran empleados en las plantaciones de caña de azúcar de Tenerife, Gran Canaria y La Palma. Salvo excepciones, la esclavitud no tuvo una relevancia demográfica muy significativa y a partir de la decadencia del cultivo del azúcar el número de esclavos se redujo considerablemente, bien por no ser rentable su adquisición, o bien por manumisión, en este caso ocuparon los escalones más bajos de la sociedad y sus descendientes acabaron mezclándose con el resto de la población.

### La economía
Durante estos cuatro siglos, la agricultura constituyó el soporte económico fundamental de las islas. Junto a la agricultura destinada al abastecimiento interno, convivía otra destinada a la exportación, representada por el cultivo de la caña de azúcar y el vino. 
La agricultura destinada al consumo interno. Los productos básicos de esta agricultura eran los cereales, que alcanzaron un notable desarrollo en el siglo XVI, al constituir la base alimenticia fundamental de los canarios. Al cultivo de los cereales se dedicaba buena parte de las tierras de medianías. Los cereales cultivados fueron el trigo, la cebada y, en menor medida el centeno. Algunas islas, como Lanzarote, Tenerife, Fuerteventura y La Palma fueron excedentarias. Gran Canaria, por el contrario, era deficitaria en cereales y necesitaba importarlos desde otras islas.
Durante el siglo XVII, aunque se mantiene la importancia de los cereales dentro de la agricultura canaria, se produjeron algunos cambios que afectaron especialmente a Tenerife y La Palma, donde la expansión de la viña en perjuicio de los cereales convirtió a estas islas, especialmente Tenerife, en deficitarias, siendo necesaria la importación desde Fuerteventura y Lanzarote e incluso desde Marruecos.
En el siglo XVIII, la crisis del vino permitió una cierta recuperación de los cereales en Tenerife y La Palma, pero no pudieron compensar las pérdidas en la venta de vinos lo que afectó negativamente al conjunto de estas dos islas a pesar de la permanente búsqueda de nuevos mercados en Holanda y más tarde en los EE. UU. Al mismo tiempo comenzaron a extenderse nuevos productos agrícolas de origen americano como fueron las papas, el millo o los tomates, que progresivamente fueron ocupando mayor espacio agrícola y constituyendo un elemento de diversificación de la dieta de los canarios. La introducción de estos nuevos cultivos con gran éxito motivó un notable relanzamiento de la economía de Gran Canaria, mientras que en Lanzarote prosperaba la viticultura en las zonas de reciente actividad volcánica lo que permitió a esta isla experimentar también un gran crecimiento.
La agricultura de exportación. Paralelamente al desarrollo de la agricultura de subsistencia, Canarias conoció otra modalidad agrícola de alta rentabilidad económica, destinada a la exportación hacia los mercados europeos y americanos: el ciclo del azúcar y el ciclo del vino.
Inmediatamente después de la conquista, y durante la primera mitad del siglo XVI, se implantó en Canarias el cultivo de la caña de azúcar, introducido desde Madeira. Tuvo una gran expansión en Gran Canaria donde ocupó buena parte de las tierras del norte y este de la isla hasta los 500 metros sobre el nivel del mar. También adquirió importancia en las islas de Tenerife, La Palma y La Gomera.
Se trató de un cultivo de regadío que consumía grandes cantidades de agua y agotaba los suelos, por lo que requería permanentemente roturar nuevas tierras. Por otro lado, para la obtención del azúcar se requería el consumo de grandes cantidades de madera durante el proceso de cocción de la pulpa. Tres recursos escasos en las islas y, por tanto factores que contribuyeron a encarecer el producto.
El destino de la producción era la exportación hacia la península ibérica, Flandes, Francia y Génova. El control de este comercio estaba en manos de comerciantes extranjeros, especialmente genoveses y flamencos.
La rentabilidad del azúcar canario se mantuvo hasta que este cultivo se introdujo en América y comenzó a ser exportado hacia Europa. El menor coste de la producción americana determinará a mediados del siglo XVI el hundimiento del sector azucarero, afectando gravemente a la isla de Gran Canaria.
Tras la crisis del ciclo del azúcar, el vino se convirtió en el producto fundamental de las exportaciones canarias, a finales del siglo XVI, pero especialmente durante el siglo XVII. El auge vitivinícola coincidió con un periodo de precios altos que convirtieron en altamente rentable la producción canaria. 
Las islas principalmente beneficiadas fueron Tenerife y La Palma, donde se amplió la superficie destinada a viñedos a costa de los cereales y la caña de azúcar. La producción vinícola en Tenerife a fines del siglo XVII llegó a alcanzar las 30 000 pipas (una pipa equivale a 480 litros) anuales. 
El vino era exportado a Flandes, Francia, la España peninsular pero especialmente a Inglaterra donde los caldos canarios gozaban de gran prestigio. También se vendía vino canario en las colonias británicas de América. El control de este comercio estuvo inicialmente en manos de judeoconversos y algunos comerciantes sevillanos a los que más tarde se sumaron comerciantes ingleses, holandeses y franceses.
El ciclo del vino entró en crisis a partir de 1680, cuando los vinos portugueses comenzaron a desplazar a los canarios en el mercado británico. La crisis económica consiguiente se dejó sentir con intensidad en Tenerife, una de cuyas manifestaciones fue el estancamiento demográfico como consecuencia de la emigración hacia otras islas o hacia las colonias españolas en América.

### El comercio

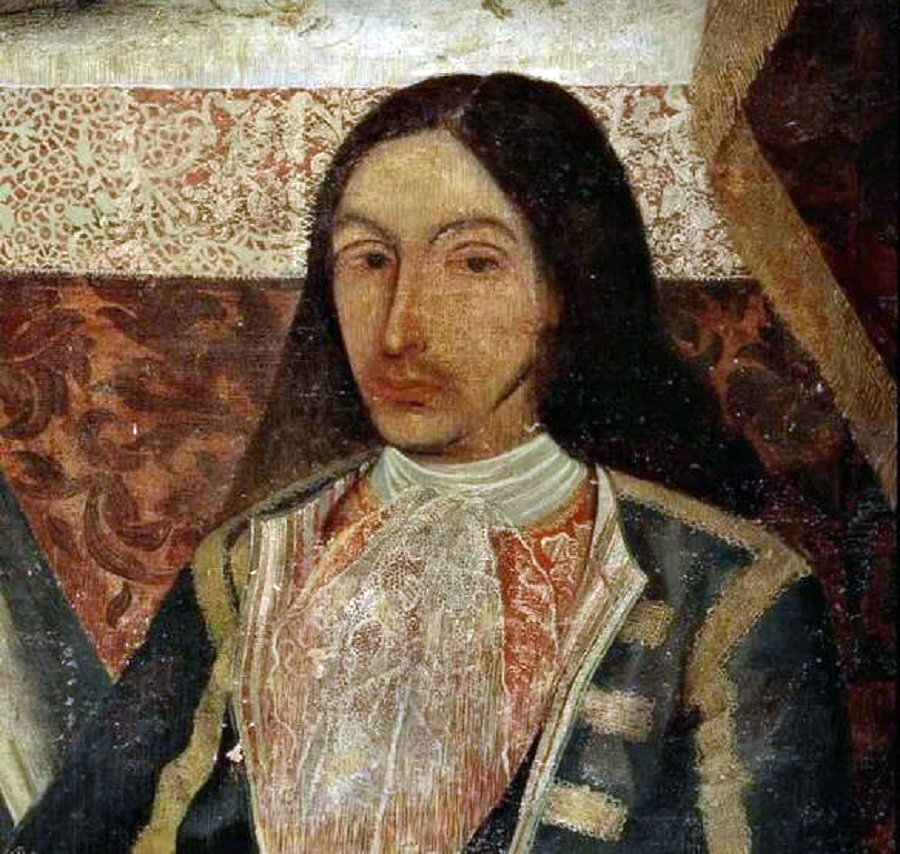
Amaro Pargo (1678-1741), corsario y comerciante tinerfeño que participó en la Carrera de Indias (la ruta del comercio hispano-americano).

Cabe hacer una distinción entre el comercio interior y el gran comercio o comercio exterior.
El comercio interinsular favoreció la circulación de bienes, sobre todo de productos agrícolas. Las islas relacionadas con el exterior gracias a las exportaciones de vino y azúcar (Tenerife, La Palma y Gran Canaria), actuaron como redistribuidoras de manufacturas procedentes del exterior hacia el resto del archipiélago.
El grueso de los intercambios comerciales con el exterior durante los siglos XVI y XVII, se realizaron con Europa. El azúcar fue el producto fundamental de exportación de Canarias durante el siglo XVI. Los destinos del azúcar canario eran los puertos de Génova y Flandes. A cambio se recibían tejidos, herramientas, objetos suntuarios y manufacturas varias. La Península, especialmente Castilla recibía azúcar, orchilla, cereales y cueros. 
En la segunda mitad del siglo y durante la mayor parte del siglo XVII, el tráfico cambió de rumbo, reorientándose hacia Inglaterra, a donde se exportaba vino.
Existió durante estos dos siglos un comercio, generalmente ilegal, con América, dado el control que la Casa de Contratación ejercía en todo tipo de transacción comercial con el continente americano. 
A América se exportaba vino, vinagre, conservas de pera, membrillo, frutos secos, etc. Y se importaba cacao, tabaco, palo del Brasil y muebles. Las leyes de libre comercio del siglo XVIII constituyeron un estímulo a los intercambios comerciales con aquel continente. Especial relevancia tuvo el Reglamento Real de 1718 que liberalizó las relaciones comerciales entre Canarias y América, que imponía la condición de enviar a aquel continente cinco familias canarias de cinco miembros por cada cien toneladas de mercancías exportadas. El reglamento real institucionalizaba una práctica obligatoria llevada a cabo desde 1678. A este tipo de emigración se le conoce como tributo de sangre.
Entre los navegantes canarios que participaron en este comercio marítimo transcontinental destaca el corsario Amaro Rodríguez Felipe, más comúnmente conocido como Amaro Pargo. Su participación en la carrera de Indias comenzó en el bienio 1703-1705. Fue capitán de la fragata El Ave María y las Ánimas, navío con el que navegó desde el puerto de Santa Cruz de Tenerife hasta el de La Habana.

### La religión

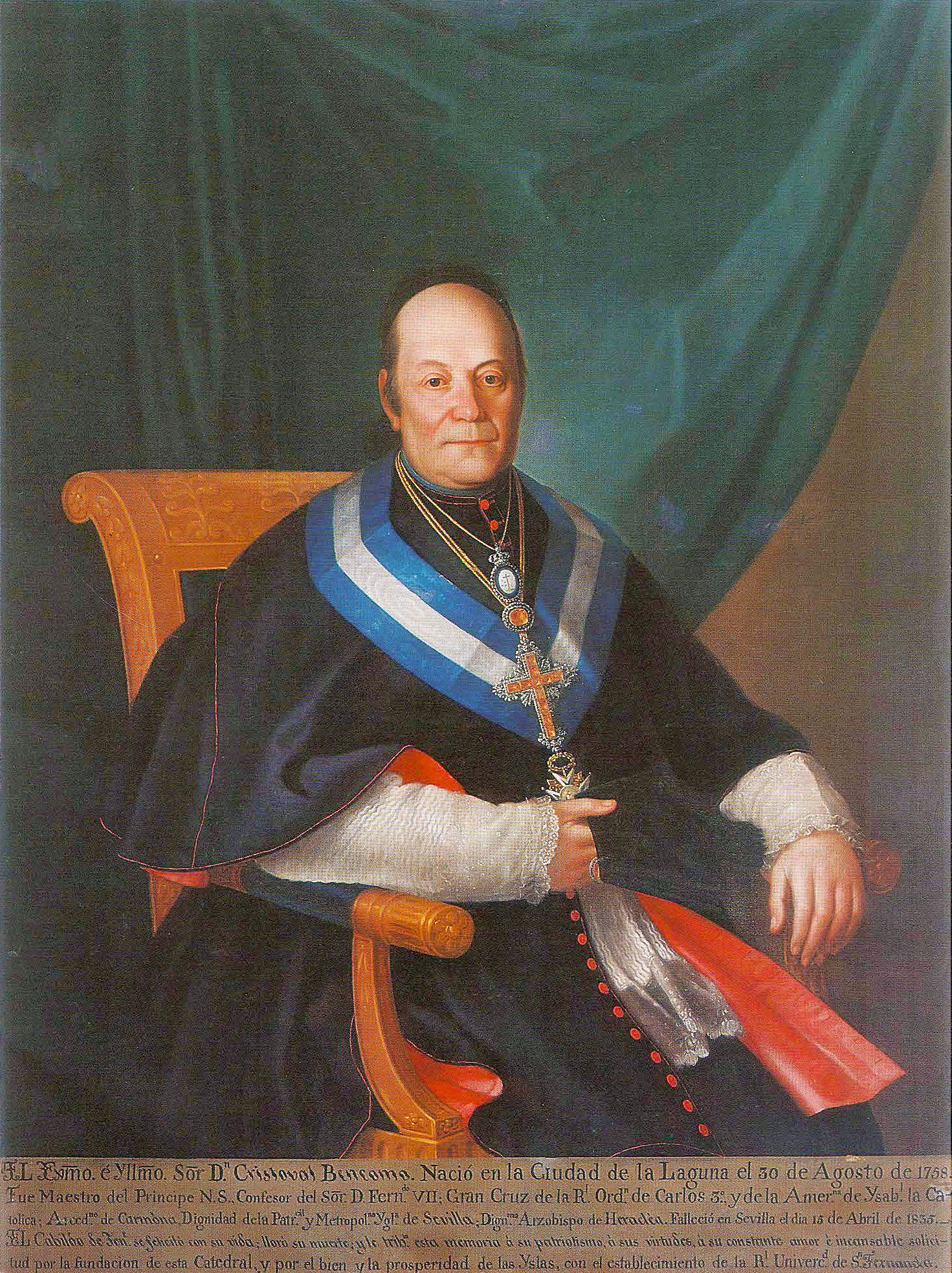
Cristóbal Bencomo y Rodríguez, confesor del rey Fernando VII de España y arzobispo titular de Heraclea, impulsó la creación de la Universidad de La Laguna y de la Diócesis de San Cristóbal de La Laguna.

El noble Luis de Cerda recibió una bula de la parte del Papa Clemente VI, el 15 de noviembre de 1344 en Aviñón, en la cual se declaran las islas como Principado de la Fortuna. El objetivo de esta bula era el de promover que Luis de la Cerda conquistara las islas y financiara su evangelización, y con ese objetivo se nombró al religioso Francisco Bernardo como premier obispo de este principado (Obispado de las Islas de la Fortuna). Sin embargo, el infante nunca visitó las islas y la conquista no tuvo lugar.
Los primeros misioneros cristianos llegaron a las islas acompañando al Barón normando Juan de Bethencourt en su primera conquista, en el año 1402. Se trata de los sacerdotes Fr. Pedro Bontier o Boutier (franciscano perteneciente al séquito de Gadifer de la Salle) y Juan Le Verrier (clérigo secular de la facción de Bethencourt). Ambos componen un catecismo simple en 1404 destinado a instruir las enseñanzas de la Iglesia a los aborígenes canarios, según el historiador José Wangüermert y Poggio. 
Se estableció así una pequeña iglesia en el Castillo del Rubicón, en Lanzarote, que luego adquiriría el título de catedral por concesión pontificia, dedicada a San Marcial (Diócesis de San Marcial del Rubicón). El antipapa Benedicto XIII lo decide así en una bula expedida el 7 de julio de 1404. A partir de entonces, los líderes aborígenes sometidos en las islas de Lanzarote, Fuerteventura, La Gomera y El Hierro serán bautizados, así como sus seguidores. 
En 1424 el Papa Martín V erigió en Betancuria el emífero Obispado de Fuerteventura, el cual englobó a todas las Islas Canarias excepto la isla de Lanzarote. Este obispado fue abolido apenas siete años después de haber sido creado en 1431.
A mediados del siglo XV hay constancia de la presencia de misioneros cristianos en las islas occidentales de Canarias, pues hacia 1450 se funda en la zona del moderno municipio de Candelaria en Tenerife un eremitorio formado por tres frailes dirigidos por Fray Alfonso de Bolaños, considerado el «Apóstol de Tenerife». Es en esta época cuando la mayoría de los investigadores sitúan el hallazgo de la imagen de la Virgen de Candelaria por parte de los guanches de Tenerife, posiblemente llevada a esta isla por misioneros mallorquines o catalanes. La Virgen de Candelaria gozaría de una considerable importancia religiosa y cultural en el archipiélago, al punto que ya en 1599 había sido declarada Patrona de Canarias por el papa Clemente VIII, título ratificado en 1867 por Pío IX.
El primer prelado nombrado en Canarias por Benedicto XIII fue Fr. Alfonso de Barrameda, un fraile franciscano, aunque este nunca llegó a pasar por las islas. Según el historiador José de Viera y Clavijo, Bethencourt nunca reconoció su poder. Le sucedió Fr. Mendo de Viedma, franciscano, como nuevo obispo rubicense (referido al obispado basado en el Castillo del Rubicón). En 1431 Mendo de Viedma murió en Roma, dejando vacante el obispado rubicense. El papa Eugenio IV nombró a Fernando de Calvetos como su sucesor, un monje jerónimo.
En 1435 el papa Eugenio IV expide una bula concediendo a Fernando de Calvetos una autorización apostólica para trasladar la sede del Obispado rubicense a Gran Canaria. Sin embargo, debido al conflicto que se estaba llevando a cabo en esa isla con los aborígenes, este traslado no se llevó a cabo inmediatamente. Don Juan de Frías fue nombrado Obispo de Canarias en 1479, y con ayuda de los Reyes Católicos consiguió que el papa Sixto IV dictara un Breve confirmando la bula de 1435. Pero no fue hasta 1485 que finalizó la conquista de Gran Canaria, y que el papa Inocencio VIII dictara un nuevo Breve, en 1485, autorizando definitivamente el traslado desde San Marcial del Rubicón al Real de Las Palmas. En 1497 comienza la construcción de la que es considerada el monumento más importante de la arquitectura religiosa canaria, la catedral de Canarias en Las Palmas de Gran Canaria. El nombre de la diócesis fue modificado pasando a llamarse Diócesis Canariense-Rubicense, haciendo referencia a Gran Canaria, la isla en donde estaría su sede a partir de ese momento.
La diócesis de San Cristóbal de La Laguna, por su parte, no fue fundada hasta 1819. Si bien, los orígenes de crear una diócesis con sede en Tenerife tiene su inicio desde poco después de la conquista de Canarias, pues fue el mismo Alonso Fernández de Lugo (conquistador de Tenerife) quién en 1513 pidió a la Corte que erigiera una nueva diócesis en la isla de Tenerife. Sin embargo este proyecto siempre contaría con la oposición del obispo grancanario. En la creación de la diócesis nivariense tuvo un papel importante el presbítero lagunero Cristóbal Bencomo y Rodríguez, confesor del rey Fernando VII de España y arzobispo titular de Heraclea.
La cristianización de Canarias fue rápida y completa. Desde comienzos del siglo XVI a la actualidad, el cristianismo católico es la religión mayoritaria y está asociado a algunos de los elementos más característicos de la cultura canaria. Sin embargo, no fue la única existente. La situación estratégica del archipiélago en las rutas comerciales atrajo a numerosos mercaderes y comerciantes marinos europeos de religión protestante. Por ejemplo, el cementerio protestante del Puerto de la Cruz (Tenerife) entró en funcionamiento alrededor del año 1675. La lucha contra la religión protestante en las islas fue particularmente intensa en las cuatro décadas finales del siglo XVI y durante los periodos de guerras. Las religión musulmana y el judaísmo fueron minoritarias pero presentes; sobre todo practicadas por musulmanes y judíos provenientes del norte de África.
En Canarias nacieron dos de los más grandes misioneros que han existido en el continente americano y que a su vez son venerados como santos de la Iglesia católica: Pedro de San José Betancur y José de Anchieta, misioneros en Guatemala y Brasil respectivamente. 

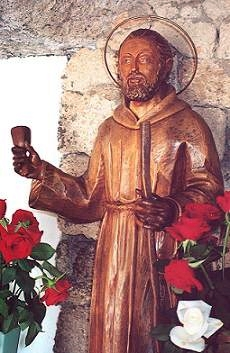
Pedro de San José Betancur, primer santo canario y misionero en Guatemala.
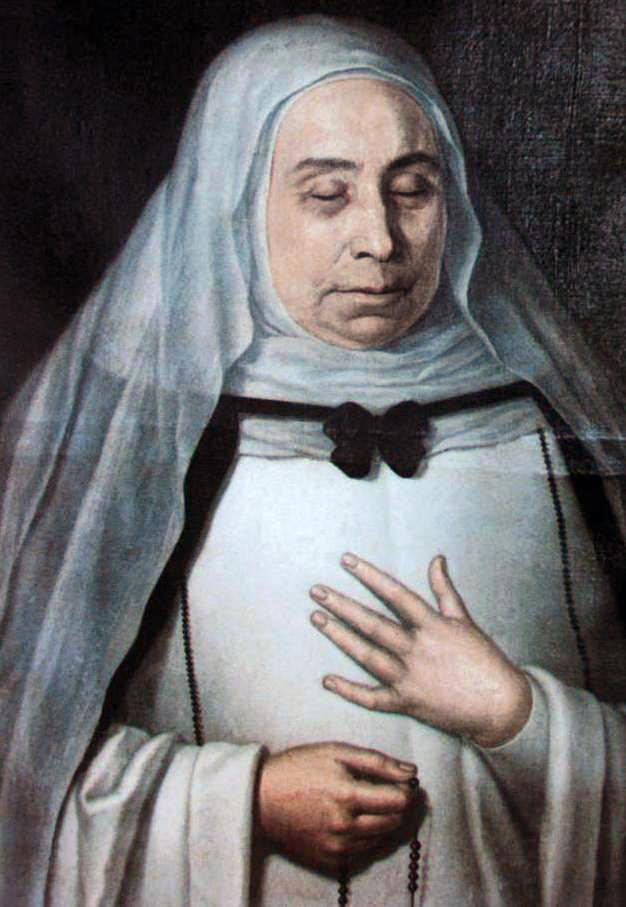
Sor María de León Bello y Delgado ("La Siervita de Dios").
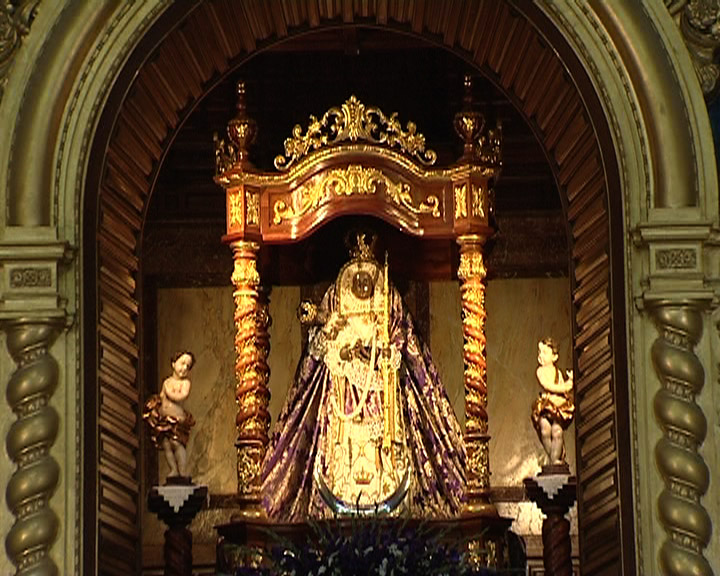
La Virgen de Candelaria (Patrona de Canarias).

### La emigración
Si bien la emigración de canarios hacia América fue constante desde el momento del descubrimiento, será a partir del siglo XVIII cuando ésta adquiera mayor importancia. El Reglamento Real de 1718 fijaba la obligación de enviar cinco familias a América por cada cien toneladas de mercancías exportadas. Esta emigración respondía a necesidades estratégicas de la Corona española, obligada a consolidar sus posesiones en América amenazadas por ingleses, franceses y portugueses. De esta forma, y con colonos oriundos de Canarias, se fundó Montevideo, para frenar la expansión portuguesa desde el sur de Brasil hacia el estuario del Río de la Plata y San Antonio en Texas para consolidar la dominación española al norte del Río Grande. También se establecieron colonos canarios en Florida, Cuba, Puerto Rico, República Dominicana, Luisiana y California. El resultado de aquella emigración es aún visible en Luisiana, donde perviven comunidades hispanohablantes, descendientes de los primitivos colonos canarios. Tanto en este caso como en San Antonio de Texas, estos norteamericanos mantienen contactos con la tierra de sus ancestros y manifiestan el orgullo de ser isleños. Con los canarios llegaron al Nuevo Mundo muchas de las tradiciones y festejos de las islas, entre ellos la festividad de Nuestra Señora de la Candelaria, que es celebrada cada año por los canarios tanto en Canarias como en otras partes de Latinoamérica. Actualmente la Virgen de Candelaria está presente en toda la América hispana, siendo además la segunda advocación mariana más venerada en América tras la Virgen de Guadalupe de México.
Además de la imposición legal, existían otras razones que obligaron a los canarios a emigrar durante estos siglos: las crisis campesinas, el exceso demográfico, etc., emigraciones que se intensificaban en los momentos de crisis económica.

### Los ataques piratas

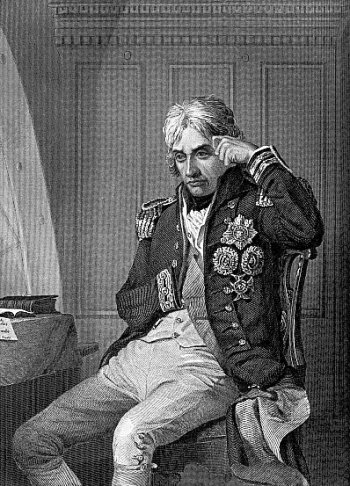
El Comandante Horatio Nelson atacó Tenerife en 1797.

Una consecuencia inmediata de la incorporación de Canarias a la Corona de Castilla, fue que sufrió los efectos de los conflictos internacionales en los que ésta se vio involucrada. 
Canarias constituía una base fundamental en las comunicaciones de la Corona con América, de donde procedían el oro y la plata que permitían a la Corona mantener su política de hegemonía europea durante todo el siglo XVI y buena parte del siglo XVII. Por otro lado, su lejanía de la península la convertía en un territorio vulnerable y expuesto a los ataques de aquellas potencias rivales de la corona: ingleses, franceses, holandeses y turcos.
Como consecuencia de lo anteriormente expuesto, las islas sufrieron, a lo largo de los tres siglos que hemos mencionado, una serie continuada de ataques, piráticos, en algunos casos, y otros organizados y planificados como parte de las guerras que libraba la Corona con sus rivales. 
Los primeros ataques sufridos por las islas tuvieron lugar a partir de 1520. Se trata de ataques de piratas franceses, como el dirigido por François Le Clerc, conocido como "Pata de Palo", quien atacó y saqueó Santa Cruz de La Palma y San Sebastián de La Gomera en 1553.
Por otro lado y en el contexto de la rivalidad por el control del Mediterráneo occidental, entre la Corona de Castilla y el Imperio Turco, se intensificaron los ataques de piratas berberiscos que, actuando a las órdenes de las autoridades turcas de Argel, arrasaron en varias ocasiones las islas de Lanzarote y Fuerteventura. En uno de estos ataques dirigido por Xabán Arraez en 1593, Betancuria fue destruida y una parte de la población majorera fue capturada y esclavizada. Otro tanto ocurrió con los ataques piráticos a Lanzarote. Estos ataques se prolongaron durante los siglos XVI y XVII y en muchos casos respondían a respuestas de castigo por las expediciones organizadas desde Canarias para capturar esclavos en la vecina costa de África. 
Durante los años de la guerra de la Corona de Castilla contra los holandeses en lucha por su independencia, la ciudad de Las Palmas de Gran Canaria sufrió en 1599 un ataque dirigido por el almirante Van der Doez, quien con una flota numerosa, llevó a cabo el ataque más grave sufrido por las islas. El ataque se completó con la conquista de la ciudad y la retirada de su población hacia el interior de la isla. Las milicias insulares lograron en Tafira frenar el avance holandés hacia el interior de la isla y obligaron a los invasores a replegarse hacia Las Palmas de Gran Canaria de donde se retiraron después de destruirla parcialmente. Antes de volver a sus bases en Holanda, atacaron y saquearon San Sebastián de La Gomera y Santa Cruz de La Palma.
Las continuas guerras con Inglaterra durante la segunda mitad del siglo XVI y durante el siglo XVIII, supusieron el continuo ataque de flotas inglesas a las islas, destacando las intervenciones de Drake o Hawkins. Fue en 1740, durante la guerra anglo-española, cuando corsarios ingleses desembarcan en el actual pueblo de Gran Tarajal (Fuerteventura) para adentrarse en el interior y saquear el pueblo de Tuineje. Sin embargo, y a pesar de su desventaja en armamento, los nativos consiguen una victoria sobre los invasores. Meses más tarde se reproducen los acontecimientos con igual resultado. Esta batalla se conoce como Batalla de Tamasite. Pero el último de los ataques dirigidos contra las islas lo llevó a cabo Horacio Nelson, quien, atacó Santa Cruz de Tenerife el 25 de julio de 1797, dentro del conflicto que libraba Inglaterra contra Francia y su aliada, España. Nelson atacó con una flota numerosa y con abundantes tropas que lograron desembarcar en la ciudad. Las milicias insulares, responsables de la defensa de la isla pudieron resistir e impedir la conquista de Santa Cruz de Tenerife. Nelson resultó herido, a consecuencia de lo cual perdió el brazo derecho. Los británicos tuvieron que capitular, permitiendo las autoridades tinerfeñas el reembarque de los británicos que habían sido capturados.
Las consecuencias de aquellos ataques fueron, por un lado, la construcción de una amplia red de fortines y castillos defensivos en las costas de Canarias, cuya finalidad era impedir los ataques y la conquista de las islas por alguna potencia extranjera enemiga de la Corona de Castilla. Otra consecuencia fue la localización de los principales núcleos de población en el interior de las islas, lejos de la costa donde eran presas fáciles de los ataques.

## Inicios delsigloXX

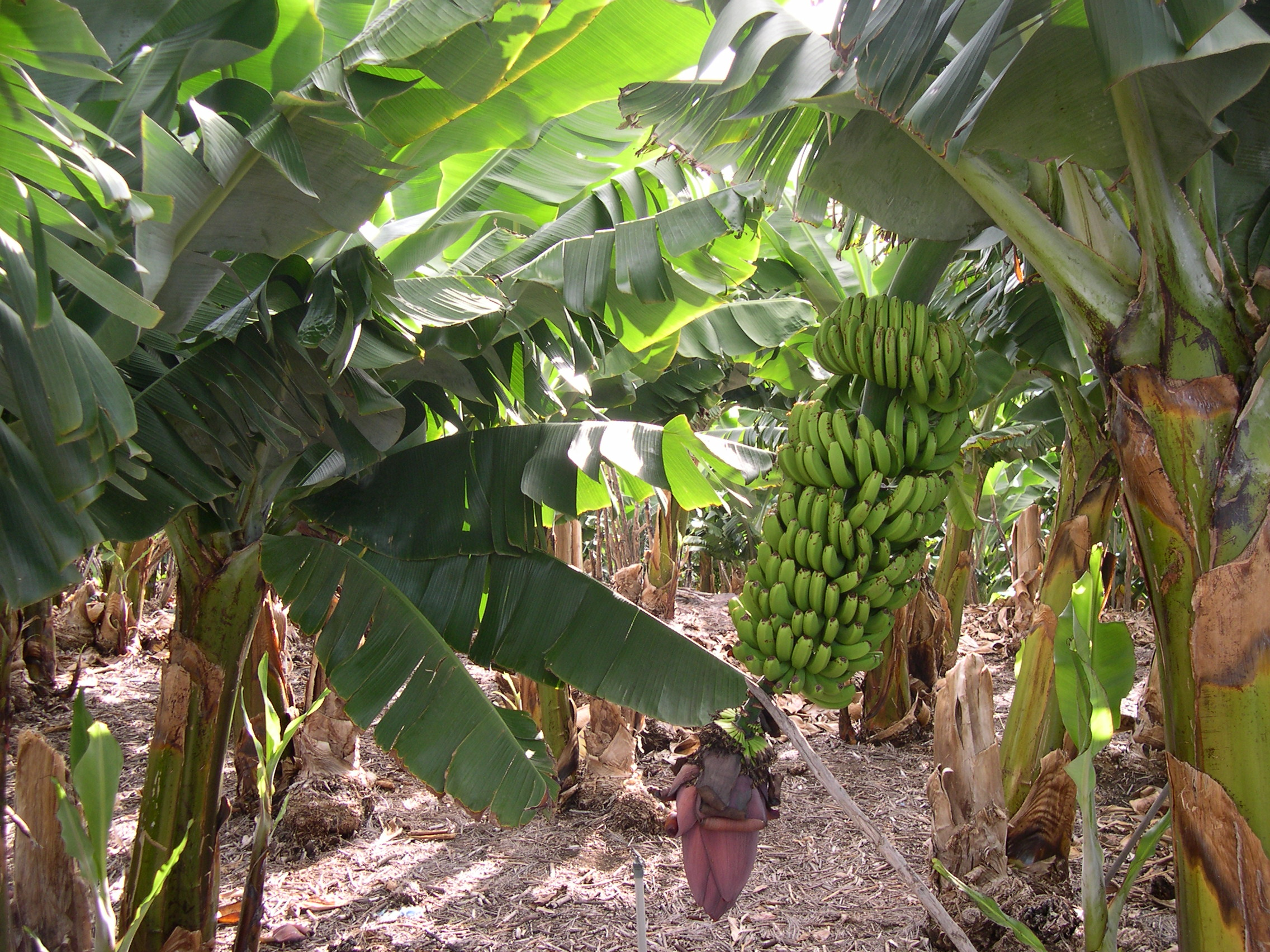
El monocultivo de plátano caracterizó el en Canarias. Plantación en La Palma.

A principios del siglo XX los ingleses introdujeron en Canarias un nuevo monocultivo que será el plátano, cuya exportación era controlada por compañías comerciales como Fyffes, siendo Inglaterra el principal mercado para la fruta. Inglaterra también invirtió en la construcción del puerto de Santa Cruz de Tenerife y el Puerto de la Luz en Las Palmas de Gran Canaria, para disponer de puertos carboneros y de escala con vista a la colonización inglesa del continente africano.
La sociedad canaria sigue siendo fundamentalmente agraria, pero ya comienza a aparecer un proletariado urbano, que llevará al nacimiento de las primeras organizaciones obreras canarias. De todas maneras, debido precisamente al prácticamente nulo desarrollo industrial de Canarias, la aparición de un movimiento obrero fue bastante tardía, y en su inicio estaría formado más por artesanos que por proletarios.
En aquellos momentos domina el caciquismo, y los terratenientes y aguatenientes dominan gran parte de la vida social y política de la población. La epidemia de gripe de 1918 apenas afectó a las islas, que fueron con mucho la provincia que menos fallecimientos tuvo de toda España (0,06% de la población frente a la media nacional del 0,95%).
La rivalidad entre las élites de las ciudades de Santa Cruz de Tenerife y Las Palmas de Gran Canaria por la capitalidad de las islas, que se encontraba en la primera, llevará a que en 1927 se lleve a cabo la división del archipiélago en dos provincias.

## Segunda República
Durante la Segunda República comienzan a aparecer y desarrollarse organizaciones obreras de ideología marxista o anarquista, destacando figuras como José Miguel Pérez o Guillermo Ascanio. Sin embargo, a excepción de algunos municipios, esas organizaciones no serán mayoritarias. Otros políticos canarios que destacarán en este periodo serán José Franchy y Roca y Juan Negrín López.
Juan Ramón Buenaventura fue el máximo representante en el momento.

## Guerra civil y dictadura franquista

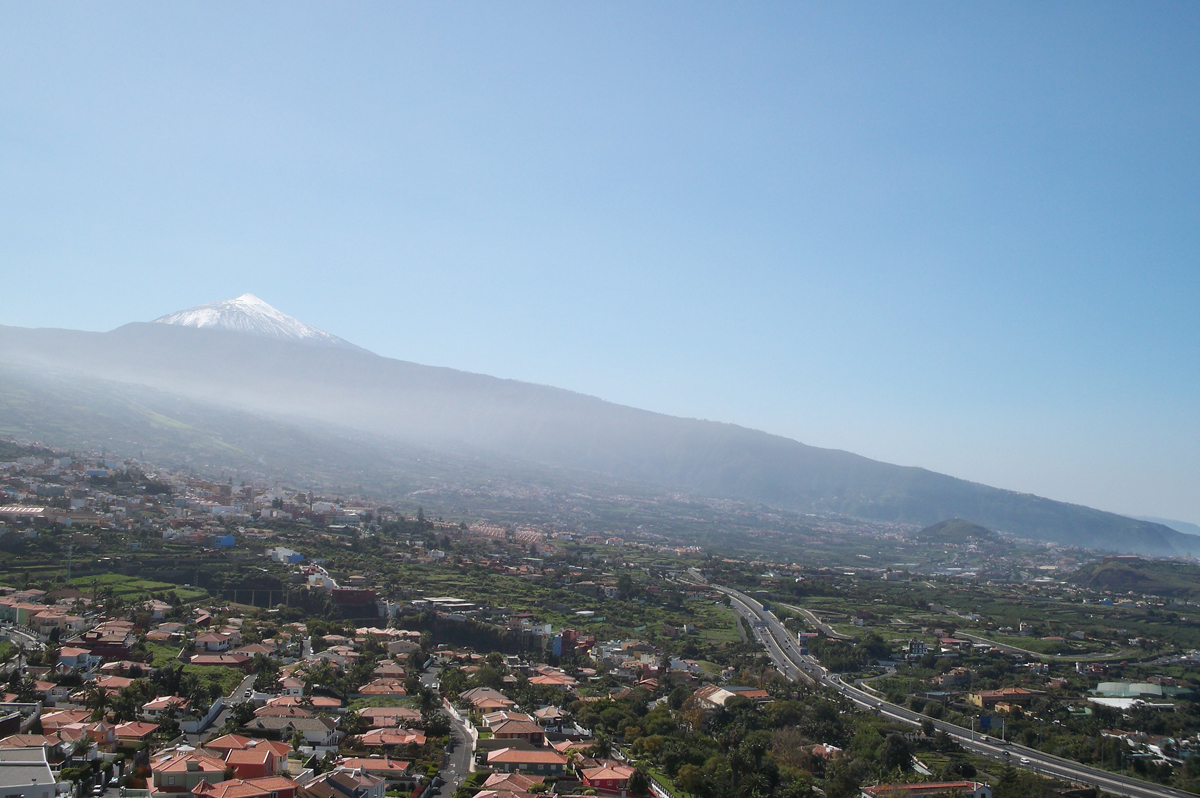
El Puerto de la Cruz fue el primer centro turístico de Canarias.

En 1936 Francisco Franco se encontraba destinado en Canarias como comandante general. Este nombramiento se debió a la política del gobierno de la república de dispersar hacia las zonas periféricas a aquellos altos cargos militares de tendencia conservadora que pudieran llevar a cabo un golpe militar. Sin embargo, esta política no valdrá de mucho, y será Canarias desde donde Franco inicie la sublevación militar el 17 de julio, organizada por el general Mola, declarando el Estado de Guerra en todo el archipiélago al día siguiente.
Los sublevados tomarán rápidamente el control de todo el archipiélago, a excepción de algunos focos de resistencia en la isla de La Palma (resistencia denominada la Semana roja (España)) y en el pueblo de Valle hermoso, en La Gomera, que duró hasta el 24 de julio.
A pesar de que en las islas no hubo guerra propiamente dicha, fue uno de los lugares donde la represión alcanzó cotas más altas. 
Durante la posguerra, al igual que el resto del estado, Canarias padece un periodo de crisis donde el hambre y la miseria son frecuentes. Se produce de nuevo una oleada migratoria hacia Venezuela. 
Hacia los años 70 comienza a producirse un cambio en la economía canaria con el auge del turismo. A partir de esos momentos la ganadería y la agricultura entrarán en un retroceso, a excepción de los monocultivos de exportación del plátano y el tomate.
La oposición al régimen franquista tuvo varias fases, pero no podrá consolidarse hasta finales de los años 50, destacando el Partido Comunista de España, a quien acompañarán ya en los 60 grupos y movimientos de carácter nacionalista e independentista de izquierda como Canarias Libre y el MPAIAC.

## Transición y formación de la autonomía
Tras la muerte de Franco y la instauración de un régimen democrático de Monarquía Parlamentaria, se planteó la creación de un estatuto de autonomía para el archipiélago, estatuto que fue aprobado en el año 1982. 
Durante estos primeros años los principales partidos políticos de Canarias serán el Partido Socialista Obrero Español (PSOE), la Unión de Centro Democrático (UCD), y la Unión del Pueblo Canario (UPC). 
En 1983 se celebran las primeras elecciones autonómicas, las cuales fueron ganadas por el Partido Socialista Obrero Español (PSOE). El 30 de mayo de ese año se celebra la primera sesión del Parlamento de Canarias (el Día de Canarias se celebra en recuerdo de esa fecha). Desde 1995 gobierna Coalición Canaria, formación que se autodefine como nacionalista, nacida de la confluencia de fuerzas nacionalistas conservadoras, autonomistas e insularistas, que ha llegado a pactos estables o acuerdos puntuales con los otros dos grandes partidos del panorama político canario actual: el Partido Socialista Canario-PSOE y el Partido Popular de Canarias.